# Ріпйовська сільська рада (Тюльганський район)
Ріпйо́вська сільська рада (рос. Репьёвский сельский совет) — сільське поселення у складі Тюльганського району Оренбурзької області Росії.
Адміністративний центр — село Ріпйовка.

## Населення
Населення — 466 осіб (2019; 570 в 2010, 751 у 2002).

## Склад
До складу сільської ради входять:
| Населений пункт | Населення, осіб (2002) | Населення, осіб (2010) |
| --------------- | ---------------------- | ---------------------- |
| Козловка, село  | 189                    | 129                    |
| Ріпйовка, село  | 562                    | 441                    |